# Championnats du monde d'athlétisme 2001
Navigation
Les 8es Championnats du monde d'athlétisme ont eu lieu du 3 au 12 août 2001 à Edmonton au Canada. 1 677 athlètes issus de 189 nations ont participé aux 47 épreuves du programme. Pour la première fois, l'Association internationale des fédérations d'athlétisme confie l'organisation d'un Championnat du monde en extérieur à un pays du continent américain. Le stade du Commonwealth d'Edmonton est le site des compétitions.

## Faits marquants
Dans les épreuves masculines, 14 des 24 vainqueurs ont une performance égale ou supérieure à celle du gagnant des précédents championnats de Séville en 1999 (principalement dans les concours, en marche, en courses de fond long). Dans les épreuves féminines, 15 des 22 vainqueurs ont une performance inférieure à celle de la gagnante de 1999. 
Aucun record du monde n'est battu lors de ces championnats.
La Russie domine ces championnats avec 5 titres, 18 médailles et 176 points à la place (placing table) devant les États-Unis (5 titres, 13 médailles, 146 points) et l'Allemagne (3 titres, 7 médailles, 109 points). Dans les épreuves masculines, les États-Unis (3 titres, 8 médailles, 82 points) devancent le Kenya (3 titres, 8 médailles, 74 points) et la Russie (1 titre, 7 médailles, 70 points). Dans les épreuves féminines, la Russie (4 titres, 11 médailles, 106 points) devance les États-Unis (2 titres, 5 médailles, 64 points) et l’Allemagne (1 titre, 3 médailles, 57 points).
Lars Riedel (Allemagne) obtient son cinquième titre mondial au lancer du disque. Ivan Pedroso (Cuba) remporte son quatrième titre consécutif au saut en longueur. L'américan Maurice Greene au 100 m, le marocain Hicham El Guerrouj au 1500 m, les tchèques Tomas Dvorak au décathlon et Jan Zelezny au javelot, remportent leur troisième titre consécutif.

## Disqualifications à la suite de dopage
Tim Montgomery s'est vu destituer de ses deux médailles obtenues lors de ces Championnats du monde (l'argent sur 100 m et l'or avec le relais 4 × 100 m des États-Unis) à la suite de son implication dans l'affaire de dopage du laboratoire Balco. L'américain Antonio Petigrew (initialement 4ème du 400 m  et dans le relais des États-Unis 1er au 4 x 400 m ) est disqualifié pour dopage. Deuxième du 5 000 m masculin, l'Algérien Ali Saidi-Sief a également été déclassé par l'IAAF en raison d'usage avéré de produits dopants (nandrolone). Côté féminin, l'Américaine Kelli White, troisième du 200 m et première du 4 × 100 m a été, elle aussi, contrainte de restituer ses médailles à la suite de sa mise en cause dans l'affaire Balco. Sa compatriote Marion Jones (initialement 2ème du 100 m, 1ère du 200 m et du relais 4 x 100 m  avec les États-Unis) est également disqualifiée pour dopage. Par ailleurs, la Russe Natalia Sadova, a été disqualifiée pour usage de caféine, sa médaille d'or du lancer du disque lui a par conséquent été retirée.

## Résultats

### Hommes
| Épreuves                  | Or                                                                                              | Argent | Bronze |
| ------------------------- | ----------------------------------------------------------------------------------------------- | --- | --- |
| 100 m détails             | Maurice Greene 9 s 82 (WL)                                                                      | Bernard Williams 9 s 94 (PB) | Ato Boldon 9 s 98                                                                                              |
| 200 m détails             | Konstadínos Kedéris 20 s 04                                                                     | Christopher Williams 20 s 20 | Kim Collins 20 s 20 (NR)                                                                                       |
| 200 m détails             | Konstadínos Kedéris 20 s 04                                                                     | Christopher Williams 20 s 20 | Shawn Crawford 20 s 20                                                                                         |
| 400 m détails             | Avard Moncur 44 s 64                                                                            | Ingo Schultz 44 s 87 | Greg Haughton 44 s 98                                                                                          |
| 800 m détails             | André Bucher 1 min 43 s 70                                                                      | Wilfred Bungei 1 min 44 s 55 | Pawel Czapiewski 1 min 44 s 63 (PB)                                                                            |
| 1 500 m détails           | Hicham El Guerrouj 3 min 30 s 68                                                                | Bernard Lagat 3 min 31 s 10 | Driss Maazouzi 3 min 31 s 54 (SB)                                                                              |
| 5 000 m détails           | Richard Limo 13 min 00 s 77                                                                     | Million Wolde 13 min 03 s 47 | John Kibowen 13 min 05 s 20                                                                                    |
| 10 000 m détails          | Charles Kamathi 27 min 53 s 25                                                                  | Assefa Mezgebu 27 min 53 s 97 | Haile Gebrselassie 27 min 54 s 41                                                                              |
| Marathon détails          | Gezahegne Abera 2 h 12 min 42 s (SB)                                                            | Simon Biwott 2 h 12 min 43 s | Stefano Baldini 2 h 13 min 18 s                                                                                |
| 110 m haies détails       | Allen Johnson 13 s 04 (WL)                                                                      | Anier Garcia 13 s 07 (SB) | Dudley Dorival 13 s 25 (NR)                                                                                    |
| 400 m haies détails       | Felix Sánchez 47 s 49 (WL)                                                                      | Fabrizio Mori 47 s 54 (NR) | Dai Tamesue 47 s 89 (NR)                                                                                       |
| 3 000 m steeple détails   | Reuben Kosgei 8 min 15 s 16                                                                     | Ali Ezzine 8 min 16 s 21 | Bernard Barmasai 8 min 16 s 59                                                                                 |
| 20 km marche détails      | Roman Rasskazov 1 h 20 min 31 s                                                                 | Ilya Markov 1 h 20 min 33 s | Viktor Burayev 1 h 20 min 36 s                                                                                 |
| 50 km marche détails      | Robert Korzeniowski 3 h 42 min 08 s (WL)                                                        | Jesús Ángel García 3 h 43 min 07 s (SB)                                                                                           | Edgar Hernandez 3 h 46 min 12 s (PB)                                                                           |
| 4 × 100 m détails         | Afrique du Sud Morné Nagel Corné du Plessis Lee-Roy Newton Matthew Quinn 38 s 47 (NR)           | Trinité-et-Tobago Marc Burns Ato Boldon Jacey Harper Darrel Brown 38 s 58 (NR)                                                    | Australie Matthew Shirvington Paul Di Bella Steve Brimacombe Adam Basil 38 s 83 (SB)                           |
| 4 × 400 m détails         | Bahamas Avard Moncur Chris Brown Troy McIntosh Timothy Munnings Carl Oliver* 2 min 58 s 19 (NR) | Jamaïque Brandon Simpson Christopher Williams Gregory Haughton Danny McFarlane Michael Blackwood* Mario Watts* 2 min 58 s 39 (SB) | Pologne Rafal Wieruszewski Piotr Haczek Piotr Dlugosielski Piotr Rysiukiewicz Jacek Bocian* 2 min 59 s 71 (SB) |
| Saut en hauteur détails   | Martin Buß 2,36 m (WL)                                                                          | Vyacheslav Voronin 2,33 m (SB) Yaroslav Rybakov 2,33 m (PB)                                                                       | Non décernée                                                                                                   |
| Saut à la perche détails  | Dmitri Markov 6,05 m (CR)                                                                       | Aleksandr Averbukh 5,85 m | Nick Hysong 5,85 m (SB)                                                                                        |
| Saut en longueur détails  | Iván Pedroso 8,40 m                                                                             | Savanté Stringfellow 8,24 m | Carlos Calado 8,21 m (SB)                                                                                      |
| Triple saut détails       | Jonathan Edwards 17,92 m (WL)                                                                   | Christian Olsson 17,47 m | Igor Spasovkhodskiy 17,44 m (PB)                                                                               |
| Lancer du poids détails   | John Godina 21,87 m                                                                             | Adam Nelson 21,24 m | Arsi Harju 20,93 m (SB)                                                                                        |
| Lancer du disque détails  | Lars Riedel 69,72 m (CR)                                                                        | Virgilijus Alekna 69,40 m | Michael Möllenbeck 67,61 m (PB)                                                                                |
| Lancer du javelot détails | Jan Železný 92,80 m (CR)                                                                        | Aki Parviainen 91,31 m | Konstadínos Gatsioúdis 89,95 m                                                                                 |
| Lancer du marteau détails | Szymon Ziólkowski 83,38 m (CR)                                                                  | Koji Murofushi 82,92 m | Ilya Konovalov 80,27 m (SB)                                                                                    |
| Décathlon détails         | Tomáš Dvořák 8 902 pts (CR)                                                                     | Erki Nool 8 815 pts (NR) | Dean Macey 8 603 pts (PB)                                                                                      |

* Athlètes médaillés ayant participé aux séries des relais

### Femmes
| Épreuves                  | Or | Argent                                                                                | Bronze |
| ------------------------- | --- | ------------------------------------------------------------------------------------- | --- |
| 100 m détails             | Zhanna Pintusevich-Block 10 s 82 (WL)                                                                                          | Ekateríni Thánou 10 s 91 (SB)                                                         | Chandra Sturrup 11 s 02                                                                                      |
| 200 m détails             | Debbie Ferguson 22 s 52 | LaTasha Jenkins 22 s 85                                                               | Cydonie Mothersill 22 s 88                                                                                   |
| 400 m détails             | Amy Mbacke Thiam 49 s 86 (NR)                                                                                                  | Lorraine Fenton 49 s 88 (SB)                                                          | Ana Guevara 49 s 97 (SB)                                                                                     |
| 800 m détails             | Maria Mutola 1 min 57 s 17 | Stephanie Graf 1 min 57 s 20 (SB)                                                     | Letitia Vriesde 1 min 57 s 35 (SB)                                                                           |
| 1 500 m détails           | Gabriela Szabo 4 min 00 s 57 (SB)                                                                                              | Violeta Szekely 4 min 01 s 70                                                         | Natalya Gorelova 4 min 02 s 40                                                                               |
| 5 000 m détails           | Olga Yegorova 15 min 03 s 39                                                                                                   | Marta Dominguez 15 min 06 s 59                                                        | Ayelech Worku 15 min 10 s 17                                                                                 |
| 10 000 m détails          | Derartu Tulu 31 min 48 s 81 | Berhane Adere 31 min 48 s 85                                                          | Gete Wami 31 min 49 s 98                                                                                     |
| Marathon détails          | Lidia Simon 2 h 26 min 01 s | Reiko Tosa 2 h 26 min 06 s                                                            | Svetlana Zakharova 2 h 26 s 18 s                                                                             |
| 100 m haies détails       | Anjanette Kirkland 12 s 42 (WL)                                                                                                | Gail Devers 12 s 54 (SB)                                                              | Olga Shishigina 12 s 58 (SB)                                                                                 |
| 400 m haies détails       | Nezha Bidouane 53 s 34 (SB) | Yuliya Nosova 54 s 27                                                                 | Daimí Pernía 54 s 51                                                                                         |
| 4 × 100 m détails         | Allemagne Melanie Paschke Gabi Rockmeier Birgit Rockmeier Marion Wagner 42 s 32 (SB)                                           | France Sylviane Félix Frédérique Bangué Muriel Hurtis Odiah Sidibé 42 s 39 (SB)       | Jamaïque Juliet Campbell Merlene Frazer Beverly McDonald Astia Walker Elva Goulbourne* 42 s 40 (SB)          |
| 4 × 400 m détails         | Jamaïque Sandie Richards Catherine Scott Debbie-Ann Parris Lorraine Fenton Deon Hemmings* Michelle Burgher* 3 min 20 s 65 (WL) | Allemagne Florence Ekpo-Umoh Shanta Ghosh Claudia Marx Grit Breuer 3 min 21 s 97 (SB) | Russie Irina Rosikhina Yuliya Nosova Anastasiya Kapachinskaya Olesya Zykina Natalya Shevtsova* 3 min 24 s 92 |
| 20 km marche détails      | Olimpiada Ivanova 1 h 27 min 48 s (CR)                                                                                         | Valentina Tsybulskaya 1 h 28 min 49 s (PB)                                            | Elisabetta Perrone 1 h 28 min 56 s                                                                           |
| Saut en longueur détails  | Fiona May 7,02 m | Tatyana Kotova 7,01 m                                                                 | Niurka Montalvo 6,88 m                                                                                       |
| Triple saut détails       | Tatyana Lebedeva 15,25 m (WL)                                                                                                  | Françoise Mbango Etone 14,60 m                                                        | Tereza Marinova 14,58 m                                                                                      |
| Saut en hauteur détails   | Hestrie Cloete 2,00 m (SB) | Inga Babakova 2,00 m                                                                  | Kajsa Bergqvist 1,97 m                                                                                       |
| Saut à la perche détails  | Stacy Dragila 4,75 m (CR) | Svetlana Feofanova 4,75 m (CR)                                                        | Monika Pyrek 4,55 m                                                                                          |
| Lancer du poids détails   | Yanina Korolchik 20,61 m (NR)                                                                                                  | Nadine Kleinert-Schmitt 19,86 m (PB)                                                  | Vita Pavlysh 19,41 m                                                                                         |
| Lancer du disque détails  | Ellina Zvereva 67,10 m | Nicoleta Grasu 66,24 m                                                                | Anastasia Kelesidou 65,50 m (SB)                                                                             |
| Lancer du marteau détails | Yipsi Moreno 70,65 m (AR) | Olga Kuzenkova 70,61 m                                                                | Bronwyn Eagles 68,87 m                                                                                       |
| Lancer du javelot détails | Osleidys Menendez 69,53 m (CR)                                                                                                 | Mirela Manjani 65,78 m                                                                | Sonia Bisset 64,69 m                                                                                         |
| Heptathlon détails        | Yelena Prokhorova 6 694 pts (SB)                                                                                               | Natalya Sazanovich 6 539 pts (SB)                                                     | Shelia Burrell 6 472 pts (PB)                                                                                |

* Athlètes médaillées ayant participé aux séries des relais

## Tableau des médailles
| Rang | Nation                     | Or | Argent | Bronze | Total |
| ---- | -------------------------- | -- | ------ | ------ | ----- |
| 1    | Russie                     | 5  | 7      | 6      | 18    |
| 2    | États-Unis                 | 5  | 5      | 3      | 13    |
| 3    | Kenya                      | 3  | 3      | 2      | 8     |
| 4    | Allemagne                  | 3  | 3      | 1      | 7     |
| 5    | Cuba                       | 3  | 1      | 2      | 6     |
| 6    | Bahamas                    | 3  | 0      | 1      | 4     |
| 7    | Éthiopie                   | 2  | 3      | 3      | 8     |
| 8    | Biélorussie                | 2  | 2      | 0      | 4     |
| 8    | Roumanie                   | 2  | 2      | 0      | 4     |
| 10   | Maroc                      | 2  | 1      | 0      | 3     |
| 11   | Pologne                    | 2  | 0      | 3      | 5     |
| 12   | Tchéquie                   | 2  | 0      | 0      | 2     |
| 12   | Afrique du Sud             | 2  | 0      | 0      | 2     |
| 14   | Jamaïque                   | 1  | 3      | 2      | 6     |
| 15   | Grèce                      | 1  | 2      | 2      | 5     |
| 16   | Italie                     | 1  | 1      | 2      | 4     |
| 17   | Ukraine                    | 1  | 1      | 1      | 3     |
| 18   | Australie                  | 1  | 0      | 2      | 3     |
| 19   | Grande-Bretagne            | 1  | 0      | 1      | 2     |
| 20   | République dominicaine     | 1  | 0      | 0      | 1     |
| 20   | Mozambique                 | 1  | 0      | 0      | 1     |
| 20   | Sénégal                    | 1  | 0      | 0      | 1     |
| 20   | Suisse                     | 1  | 0      | 0      | 1     |
| 24   | Japon                      | 0  | 2      | 1      | 3     |
| 24   | Espagne                    | 0  | 2      | 1      | 3     |
| 26   | Finlande                   | 0  | 1      | 1      | 2     |
| 26   | France                     | 0  | 1      | 1      | 2     |
| 26   | Suède                      | 0  | 1      | 1      | 2     |
| 26   | Trinité-et-Tobago          | 0  | 1      | 1      | 2     |
| 30   | Autriche                   | 0  | 1      | 0      | 1     |
| 30   | Cameroun                   | 0  | 1      | 0      | 1     |
| 30   | Estonie                    | 0  | 1      | 0      | 1     |
| 30   | Israël                     | 0  | 1      | 0      | 1     |
| 30   | Lituanie                   | 0  | 1      | 0      | 1     |
| 35   | Mexique                    | 0  | 0      | 2      | 2     |
| 36   | Bulgarie                   | 0  | 0      | 1      | 1     |
| 36   | Îles Caïmans               | 0  | 0      | 1      | 1     |
| 36   | Haïti                      | 0  | 0      | 1      | 1     |
| 36   | Kazakhstan                 | 0  | 0      | 1      | 1     |
| 36   | Portugal                   | 0  | 0      | 1      | 1     |
| 36   | Saint-Christophe-et-Niévès | 0  | 0      | 1      | 1     |
| 36   | Suriname                   | 0  | 0      | 1      | 1     |
|      |                            | 46 | 47     | 46     | 139   |

## Sources
- (en) Résultats par épreuve des Championnats du monde de 2001 sur le site de l'IAAF
- (en) Historique des championnats du monde d'athlétisme sur IAAF Statistics Handbook (version 2017), site de l'Association internationale des fédérations d'athlétisme

## Légende
Records et Performances
- AR : Record continental (area record)
- CR : Record des championnats (championship record)
- MR : Record du meeting (meet record)
- NR : Record national (national record)
- OR : Record olympique (olympic record)
- PR : Record paralympique (paralympic record)
- PB : Record personnel (personal best)
- SB : Meilleure performance personnelle de la saison (season's best)
- WL : Meilleure performance mondiale de l'année (world leader)
- WJR : Record du monde junior (world junior record)
- WR : Record du monde (world record)

Circonstances et Conditions
- DNF : N'a pas terminé (did not finish)
- DNS : N'a pas pris le départ (did not start)
- DQ : Disqualification (disqualification)
- NM : Aucun essai valable enregistré (No Mark)
- Q : Qualifié « directement » au prochain tour (ou à la prochaine compétition), lors d'une compétition majeure, grâce au classement ou à la réalisation des minima (automatic qualifier)
- q : Qualifié au prochain tour (ou à la prochaine compétition), lors d'une compétition majeure, grâce au repêchage ou à la réalisation de l'une des meilleures performances parmi celles des « non qualifiés directement » (grâce au meilleur temps ou à la meilleure distance par exemple) (secondary qualifier)